# Laotong
Laotong (em chinês:  老同, transl. lǎotóng; lit. 'velha mesma') era um tipo de relacionamento na cultura chinesa praticado na elite de Hunan que unia duas garotas para eternidade como irmãs.
Havia outras sororidades entre várias garotas que eram formadas e podiam ser terminadas, porém o vínculo entre laotong era o relacionamento mais forte e mais importante de amizade feminina, como uma forma mais rara e formal. Uma garota tinha apenas uma laotong, e este laço era para sempre.
Especula-se que era praticado principalmente entre a dinastia Qing, levando em conta registros em Nushu.

## Costumes
A formação da união laotong era mais formal e arranjada. Em alguns casos, podiam ser feitos pelas próprias famílias ao nascimento. Em outros, o processo era arranjado por um casamenteiro. A união era oficializada após carimbar um contrato. Para unir as duas garotas, eram considerados que elas correspondessem seus signos astrológicos, ordem de nascimento na família e ter o mesmo tamanho do pé.
Uma grande parte da cultura de juramento de irmãs de Hunan era o Nushu. As sororidades Jiebai Zhiemei aprendiam a escrita juntas e se dissolviam após o casamento, porém irmãs laotong continuavam em contato mesmo depois de se casarem. Uma grande parte dos trabalhos em Nushu eram as "Cartas do Terceiro Dia", que as garotas escreviam umas para as outras com canções e poemas que eram entregues após o terceiro dia do casamento, desejando boa sorte e lamentando a separação do grupo.